# Gain (Naturschutzgebiet)
Das Gain ist ein Naturschutzgebiet in den niedersächsischen Gemeinden Clenze und Bergen an der Dumme in der Samtgemeinde Lüchow (Wendland) im Landkreis Lüchow-Dannenberg.
Das Naturschutzgebiet mit dem Kennzeichen NSG LÜ 254 ist 215 Hektar groß. Es ist vollständig Bestandteil des FFH-Gebietes „Landgraben- und Dummeniederung“ und des gleichnamigen EU-Vogelschutzgebietes. Im Süden grenzt es an das Naturschutzgebiet „Obere Dummeniederung“. Das Gebiet steht seit dem 2. August 2003 unter Naturschutz. Es ersetzt in diesem Bereich das mit Verordnung vom 1. August 1974 ausgewiesene Landschaftsschutzgebiet „Gain - Mühlenbach - obere Dummeniederung“ mit dem Kennzeichen DAN 28. Zuständige untere Naturschutzbehörde ist der Landkreis Lüchow-Dannenberg.
Das Naturschutzgebiet liegt südöstlich von Clenze und nordöstlich von Bergen an der Damme an der Landesgrenze zu Sachsen-Anhalt innerhalb des Naturparks Wendland.Elbe. Der größere Teil des Naturschutzgebiets besteht aus einem naturnahen Waldgebiet, der auf Geschiebemergel stockt. Das Waldgebiet wird durch nasse und feuchte Standorte geprägt und von mehreren Wasserläufen durchzogen bzw. begrenzt. So verläuft der Schwarze Bach durch das Naturschutzgebiet. Der Clenzer Bach begrenzt das Naturschutzgebiet streckenweise nach Norden, nach Osten wird es von der Dumme und dem Provinzialgrenzgraben begrenzt und auch im Süden bilden Wasserläufe, darunter der Schnegaer Mühlengraben, streckenweise die Begrenzung des Naturschutzgebietes. Im Westen grenzt es an die Kreisstraße 6 zwischen Jiggel und Gistenbeck.
Entlang der Fließgewässer dominieren Erlen- und Birkenbruchwälder, Erlen-Eschenwälder und Eichen-Mischwälder. Auf ärmeren Standorten stocken Buchen- und Buchenmischwälder und lichte Eichenwälder sowie laubholzreiche Kiefernbestände.
Im Bereich der Dummeniederung im Süden des Naturschutzgebietes sind mit Äckern und Grünland kleinstrukturierte landwirtschaftliche Nutzflächen vorherrschend. Südlich davon wird das Naturschutzgebiet durch feuchte Hochstaudenfluren, Seggenriede, Röhrichte und Sumpfgebüsche sowie Wälder sumpfiger und mooriger Standorte geprägt.
Durch einen Teil des Naturschutzgebietes verläuft ein mit Informationstafeln ausgestatteter Rundweg, der von Bergen an der Dumme in die Naturschutzgebiete „Obere Dummeniederung“ und „Gain“ führt.